# Mercat de primeres matèries
Un mercat de matèries primeres és un mercat que cotitza en el sector econòmic primari en lloc de productes manufacturats, com ara el cacau, la fruita i el sucre. S'extreuen matèries primeres dures, com l'or i el petroli. Els contractes de futurs són la forma més antiga d'invertir en matèries primeres. Els mercats de matèries primeres poden incloure negociació física i negociació de derivats mitjançant preus al comptat, a termini, futurs i opcions sobre futurs.
 Els agricultors han utilitzat una forma senzilla de negociació de derivats al mercat de productes bàsics durant segles per a la gestió del risc de preus.
Un derivat financer és un instrument financer el valor del qual es deriva d'una mercaderia denominada subjacent. Els derivats es negocien en borsa o fora de mercat (OTC). Un nombre creixent de derivats es negocien a través de cambres de compensació, algunes amb compensació de contrapart central, que ofereixen serveis de compensació i liquidació en una borsa de futurs, així com fora de borsa al mercat OTC.
Els derivats com els contractes de futurs, les permutes financeres (dècada de 1970–) i les matèries primeres negociades en borsa (ETC) (2003–) s'han convertit en els instruments de negociació principals als mercats de matèries primeres. Els futurs es negocien en borses regulades de mercaderies. Els contractes de venda lliure (OTC) són "contractes bilaterals negociats de manera privada subscrits directament entre les parts contractants".
Els fons negociats en borsa (ETF) van començar a incloure productes bàsics el 2003. Els ETF d'or es basen en "or electrònic" que no implica la propietat de lingots físics, amb els seus costos afegits d'assegurança i emmagatzematge en dipòsits com el mercat de lingots de Londres. Segons el Consell Mundial de l'Or, els ETF permeten que els inversors estiguin exposats al mercat de l'or sense el risc de volatilitat dels preus associat a l'or com a mercaderia física.